# Symphyllia wilsoni
Symphyllia wilsoni är en korallart som beskrevs av Veron 1985. Symphyllia wilsoni ingår i släktet Symphyllia och familjen Mussidae. IUCN kategoriserar arten globalt som livskraftig. Inga underarter finns listade i Catalogue of Life.